# Sartorit
Sartorit, veraltet auch als Arsenomelan, Bleiarsenglanz oder Skleroklas bekannt, ist ein sehr selten vorkommendes Mineral aus der Mineralklasse der „Sulfide und Sulfosalze“ mit der chemischen Zusammensetzung PbAs2S4. Sartorit ist damit chemisch gesehen ein Blei-Arsen-Sulfid, das allerdings strukturell zu den Sulfosalzen zählt.
Sartorit kristallisiert im monoklinen Kristallsystem und entwickelt prismatische Kristalle von bis zu zehn Zentimeter Länge mit abgerundeten kavernösen Kristallenden. Häufig treten diese zu parallel ausgerichteten Gruppen zusammen. Die Prismenflächen zeigen meist in Längsrichtung, das heißt parallel der b-Achse [010], eine starke Flächenstreifung aufgrund wiederholter Verzwilligung.
Das Mineral ist in jeder Form undurchsichtig (opak) und zeigt auf den Oberflächen der dunkelbleigrauen Kristalle einen metallischen Glanz. Polierte Anschliffe erscheinen im Auflicht rein weiß, selten auch mit tiefroten Innenreflexen. Die Strichfarbe ist dagegen dunkelbraun.

## Etymologie und Geschichte
Erstmals beschrieben wurde das Mineral bereits 1864 von Gerhard vom Rath unter der Bezeichnung Skleroklas anhand von Mineralproben aus dem Binntal im Schweizer Kanton Wallis. Dieser gab in seiner Beschreibung an, dass der Name ursprünglich von dem Göttinger Geologie-Professor Wolfgang Sartorius von Waltershausen für ein Gemenge aus Arsenomelan und Skleroklas verwendet wurde, aus dem der von ihm untersuchte Dufrénoysit bestehen würde.
Seinen bis heute gültigen Namen erhielt Sartorit 1868 von James Dwight Dana, der das Mineral nach Wolfgang Sartorius von Waltershausen benannte.
Als genaue Typlokalität gilt inzwischen die Grube Lengenbach nahe Fäld (auch Imfeld) im genannten Binntal.
Da der Sartorit bereits lange vor der Gründung der International Mineralogical Association (IMA) bekannt und als eigenständige Mineralart anerkannt war, wurde dies von ihrer Commission on New Minerals, Nomenclature and Classification (CNMNC) übernommen und bezeichnet den Sartorit als sogenanntes „grandfathered“ (G) Mineral. Die seit 2021 ebenfalls von der IMA/CNMNC anerkannte Kurzbezeichnung (auch Mineral-Symbol) von Sartorit lautet „Sat“.
Typmaterial für das Mineral ist nicht definiert beziehungsweise dessen Aufenthaltsort nicht dokumentiert.

## Klassifikation
Nach der aktuellen IMA-Klassifikation der Sulfosalze gehört Sartorit zusammen mit Sartorit-9c, Twinnit und Guettardit zur isotypen Sartoritgruppe. Zusammen mit den strukturell verwandten Mineralen vom Baumhauerit-Typ, Dufrénoysit-Typ und Pierrotit-Typ ist Sartorit hier Teil zur homologen Sartorit-Serie in der Familie der Blei-Sulfosalze mit großen 2-dimensionalen Fragmenten, die sich auf den PbS/SnS-Strukturtyp zurückführen lassen.
Bereits in der veralteten 8. Auflage der Mineralsystematik nach Strunz gehörte der Sartorit zur Mineralklasse der „Sulfide und Sulfosalze“ und dort zur Abteilung „Komplexe Sulfide (Sulfosalze)“, wo er gemeinsam mit Baumhauerit, Dufrénoysit, Geokronit, Gratonit, Jordanit, Liveingit und Rathit in der „Sartorit-Jordanit-Gruppe (Bleiarsenspießglanze)“ mit der Systemnummer II/D.06 steht.
In der zuletzt 2018 überarbeiteten Lapis-Systematik nach Stefan Weiß, die formal auf der alten Systematik von Karl Hugo Strunz in der 8. Auflage basiert, erhielt das Mineral die System- und Mineralnummer II/E.25-030. Dies entspricht ebenfalls der Abteilung „Sulfosalze (S : As,Sb,Bi = x)“, wo Sartorit zusammen mit Argentoliveingit, Barikait, Carducciit, Dekatriasartorit, Enneasartorit, Guettardit, Hendekasartorit, Heptasartorit, Hyršlit, Incomsartorit, Liveingit, Marumoit, Polloneit, Rathit und Twinnit eine unbenannte Gruppe mit der Systemnummer II/E.25 bildet.
Die von der International Mineralogical Association (IMA) zuletzt 2009 aktualisierte 9. Auflage der Strunz’schen Mineralsystematik ordnet den Sartorit in die neu definierte Abteilung „Sulfosalze mit SnS als Vorbild“ ein. Diese ist weiter unterteilt nach den in der Verbindung vorherrschenden Metallen. Das Mineral ist hier entsprechend seiner Zusammensetzung in der Unterabteilung „Nur mit Blei (Pb)“ zu finden, wo es zusammen mit Guettardit und Twinnit die „Sartoritgruppe“ mit der Systemnummer 2.HC.05a bildet.
In der vorwiegend im englischen Sprachraum gebräuchlichen Systematik der Minerale nach Dana hat Sartorit die System- und Mineralnummer 03.07.08.01. Das entspricht ebenfalls der Klasse der „Sulfide und Sulfosalze“ und dort der Abteilung „Sulfosalze“. Hier findet er sich innerhalb der Unterabteilung „Sulfosalze mit dem Verhältnis z/y = 2 und der Zusammensetzung (A+)i(A2+)j [ByCz], A = Metalle, B = Halbmetalle, C = Nichtmetalle“ in der „Sartoritgruppe“, in der auch Guettardit, Twinnit und Marumoit eingeordnet sind.

## Kristallstruktur
Sartorit kristallisiert in der monoklinen Raumgruppe P21/n (Raumgruppen-Nr. 14, Stellung 2) mit den Gitterparametern a = 19,62 Å; b = 7,89 Å, c = 4,19 Å und β = 90,0° sowie vier Formeleinheiten pro Elementarzelle.

## Bildung und Fundorte

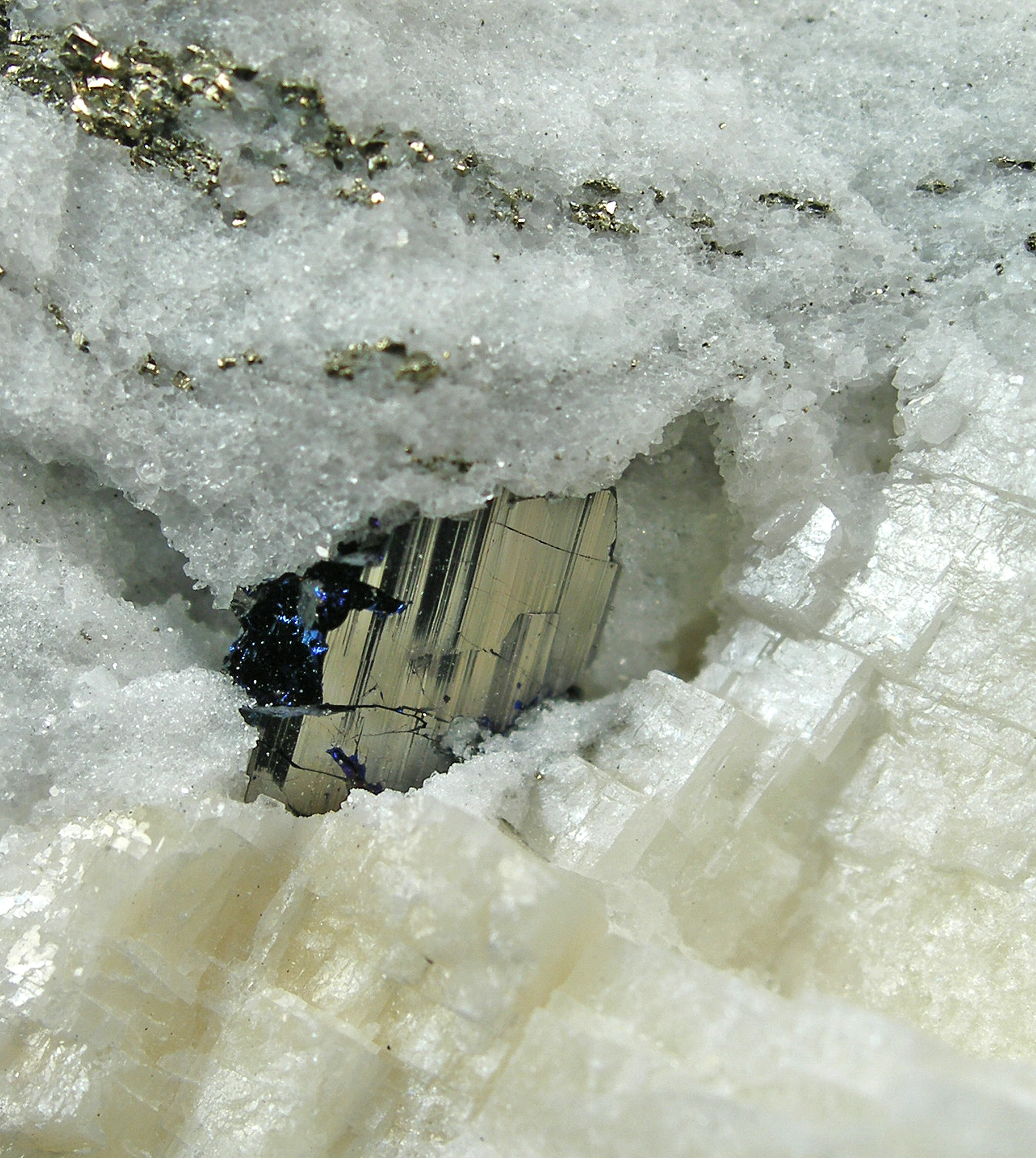
Sartorit in Dolomit aus dem Binntal, Wallis, Schweiz

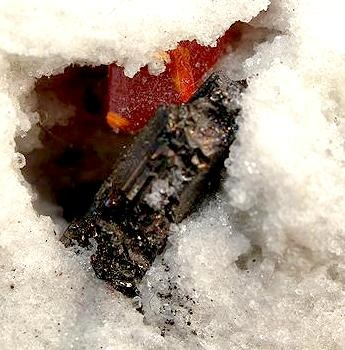
Sartorit (dunkelgrau) mit Realgar (rot) aus dem gleichen Fundort

Das Mineral bildet sich unter hydrothermalen Bedingungen bei der Reaktion von arsenreichen Lösungen mit Galenit. Als Ergebnis dieser Umwandlung findet man in der Typlokalität Lengenbach (Schweiz) eine Serie von strukturell verwandten Sulfosalzen mit zunehmenden As-Gehalten, beginnend mit Jordanit, gefolgt von Dufrénoysit, Liveingit, Baumhauerit, Rathit und schließlich Sartorit.
Als seltene Mineralbildung konnte Sartorit nur an wenigen Orten nachgewiesen werden, wobei weltweit bisher rund 15 Vorkommen dokumentiert sind (Stand 2025). An seiner Typlokalität in der Grube Lengenbach im Binntal fand sich Sartorit in Dolomit, vergesellschaftet mit Dufrénoysit, Pyrit, Rathit, Realgar und Tennantit sowie Hatchit und Seligmannit. Des Weiteren konnte das Mineral in der Schweiz noch an Dolomit-Ausbiss am Mässerbach etwa 200 m entfernt von der Grube Lengenbach sowie am Reckibach zwischen Binn und Giessen entdeckt werden.
Der bisher einzige bekannte Fundort in Österreich ist ein Salzbergwerk bei Absam im Halltal in Tirol.
Weitere bisher dokumentierte Fundorte sind unter anderem
- die Cerro-Redondo-Prospektion bei Rinconada (Jujuy) in Argentinien
- die Sulfid-Lagerstätte Filizchai bei Balakən im gleichnamigen Rayon in Aserbaidschan
- die Marmorsteinbrüche bei Seravezza in der Toskana und die Grube San Giovanni bei Iglesias auf Sardinien in Italien
- eine porphyrische Kupfer-Gold-Lagerstätte bei Nagybörzsöny im Komitat Pest in Ungarn
- die Lagerstätte Veduga mit verstreuten Pyrit-Arsenopyrit-Golderzen in Schwarzschiefern in der zu Sibirien gehörenden Region Krasnojarsk in Russland
- der Berg Calar de San José in der Sierra de Baza in Andalusien, Spanien
- die Zuni Mine mit Cu-Pb-Ag-Vererzungen etwa drei Meilen nördlich von Silverton in Colorado und zwei Gruben bei Balmat im St. Lawrence County (New York) in den USA